# Latidos de pánico
Latidos de pánico  és una pel·lícula de terror espanyola del 1983 protagonitzada per Paul Naschy i Julia Saly. La pel·lícula va ser una coproducció hispanojaponesa feta com a seqüela de Horror Rises From the Tomb de Naschy de 1972 (amb el retorn del seu personatge "Alaric de Marnac" de la pel·lícula anterior). Va ser produït per Augusto Boue i Julia Saly per a la companyia de Naschy Aconito Films. Paul Naschy interpreta el monstruós Alaric de Marnac i Julia Saly, Lola Gaos i Silvia Miro són coprotagonistes. Al fons es pot escoltar una mica de música escrita per Roberto Nicolosi per a Caltiki, il mostro immortale de 1959.
Fernando Florido s'encarregava del gore i dels efectes especials. La pel·lícula inclou una sèrie d'escenes que impliquen nuesa femenina frontal. L'antiga mansió que Naschy va utilitzar a la pel·lícula era en realitat una de les antigues cases del Generalísimo Francisco Franco, i entre preses, Naschy va passejar per la casa i va gaudir remenant entre els diversos mobles i parafernàlia que es van deixar podrir a la casa després de la mort de Franco el 1975.

## Argument
Paul Marnac planeja desfer-se de la seva dona rica Genevieve (que té un cor feble) espantant-la fins a la mort. Ell la porta a quedar-se uns mesos a l'antiga mansió dels seus pares al país, dient-li que la pau i la serenitat milloraran la seva condició cardíaca. Mentrestant, l'espanta amb llegendes del seu avantpassat del segle xv, un cavaller assassí malvat anomenat Alaric de Marnac, que li fa pensar que el monstre encara habita la casa. Paul està tenint una aventura amb Julie, la seva jove minyona, i planeja casar-se amb ella després que la seva dona mori. Paul fins i tot arriba a disfressar-se d'Alaric, amb una armadura del segle xv, i aconsegueix espantar la pobre dona fins a morir. Però la broma és per Paul, perquè després de fer que Paul es casés amb ella, Julie l'electrocuta a la banyera. Pensant que el seu pla ha tingut èxit, Julie es prepara per obtenir els seus guanys il·lícits, però després s'adona que les llegendes d'Alaric eren certes. El monstre centenari apareix a la casa i fa una venjança cruenta amb Julie.

## Repartiment
- Paul Naschy com a Paul Marnac
- Julia Saly com a Genevieve
- Lola Gaos com a Mobile
- Silvia Miró com a Mireille
- Frances Ondiviela com a Julie
- Manuel Zarzo com el Dr. Lacombe
- José Vivó com el Dr. Rigaud
- José Sacristán com Alain
- Salvador Sáinz com a sacerdot catòlic
- Charly Bravo
- Hector Cantolla
- Carol Kirkham

## Llançament
La pel·lícula només es va estrenar a Espanya el maig de 1983, més d'un any després d'haver-se acabat. Mai es va doblar a l'anglès ni es va mostrar cinematogràficament fora d'Espanya. No obstant això, la pel·lícula es va projectar al Festival Internacional de Cinema de Brussel·les el novembre de 1983, juntament amb l'altra pel·lícula de 1983 de Naschy La bestia y la espada mágica, i Naschy hi va rebre un premi en reconeixement de la seva obra en el gènere cinematogràfic.
Posteriorment es va publicar directament en VHA als Estats Units com a Panic Beats.
Panic Beats es va publicar a DVD en format subtitulat per Mondo Macabro el 26 d'abril de 2005..
Una versió Blu-ray de la pel·lícula va sortir a la venda el 9 de març de 2021 que conté Transferència 4K, LPCM 2.0 en castellà amb subtítols en anglès.